# Bronwen Gates
Bronwen E. Gates (1945) es una empresaria, botánica, y herborista anglo-estadounidense, que realiza su trabajo en Ann Arbor, Míchigan. Nació en el norte de Inglaterra, es doctora en Botánica, y desde 1987 enseña a disfrutar de las plantas para la alimentación, la medicina y el bienestar.
Bronwen obtuvo su M.Sc. en Ciencias Naturales de la Universidad de Cambridge, un certificado de postgraduado en Educación en la Universidad de Londres, y el Ph.D. en Botánica en la Universidad de Míchigan.

## Algunas publicaciones
- 1977. Proposal to Conserve the Generic Name Banisteriopsis Robinson ex Small with a New Type. Taxon 26 ( 5/6 ): 593

- william r Anderson, bronwen Gates. 1981. Barnebya, A new genus of Malpighiaceae from Brazil. The University of Michigan Herbarium, North University Building. Brittonia 33 (3 ) : 275-284

### Libros
- 1982. Banisteriopsis, Diplopterys (Malpighiaceae). Ed. The New York Botanical Garden (Bronx, N.Y). 237 p. ISBN 0-89327-238-8

- 1999. Banisteriopsis and Diplopterys (Malpighiaceae (Flora neotropica). Ed. New York Botanical Garden Pr Dept. ISBN 0-89327-238-8

- La abreviatura «B.Gates» se emplea para indicar a Bronwen Gates como autoridad en la descripción y clasificación científica de los vegetales.[2]